# 细拟隆头鱼
细拟隆头鱼（学名：Pseudolabrus gracilis）为隆头鱼科拟隆头鱼属的一种鱼类。分布于朝鲜、日本以及中国南海、东海、台湾海峡等海域。该物种的模式产地在东京。
其种加词来源于拉丁文“gracilis”，意为“纤细的”。